# 静海基地
静海基地（拉丁語：Statio Tranquillitatis）是月球上一处人类首次在另一星球上登陆并踏足的地方。1969年7月20日世界时20点17分40秒，阿波罗11号宇航员尼尔·阿姆斯壯和巴兹·奥尔德林，驾驶阿波罗“鹰号”登月舱降落在月表。六小时后，两位宇航员走出舱门并在月表上待了2小时31分钟，探索并拍摄了它，安放了一些科学实验仪器、收集了47.5磅（21.5公斤）月壤和月岩样本。7月21日17点54分，他们重新升空离开了月球。此后至今，静海基地再未被人类到访过。
静海基地位于被称作“静海”的月球熔岩平原西南角，中心月面坐标为0°41′15″N 23°26′00″E / 0.68750°N 23.43333°E，它的西侧分别毗邻萨宾陨石坑和李特尔陨石坑、南面坐落了毛奇陨石坑，离毛奇坑不远则横亘着一条名叫“希帕提娅月溪”的直沟，被戏称为“美国一号高速公路”。

## 选址
两年多来，美国国家航空航天局规划者们考虑了30处候选的载人登陆点。根据月球轨道飞行器拍摄的高分辨率照片和无人的勘测者登陆器所获得的数据，这一名单被缩小至月球正面东西45度和南北5度范围内，位于赤道附近的五个地点，这些地方从东到西分别被编号为1到5。最终中心位于0°42′50″N 23°42′28″E / 0.71389°N 23.70778°E的2号地点静海被选中。但由于首次任务没有预先确定精确的着陆点，因而，目标地范围是一东西11.5英里（18.5）、南北3.0英里（4.8）的椭圆状区域。 
在实际着陆时，由于登月舱和指令舱连接隧道内残余压力的推动以及对月球不均匀引力场不完全理解的共同作用下，导致出现下降推力启动点偏离3英里（4.8）的导航误差，因而，计算机定位的目标点偏离计划目标区（“西坑”）约4英里（6.4）。自动导航系统引导登月舱朝着阿姆斯特朗描述为“橄榄球场般大小，周围一到二倍直径处布满大石块和岩石的陨坑”飞去，他及时通过手动控制和飞出更远一点的距离避开了这一区域，因此着陆点仍落在目标椭圆区内。
阿波罗11号飞船起飞后102小时45分43秒，1969年7月20日美国东部时间下午16时17分42秒，“鹰号”登月舱降落在静海基地。

## 命名
阿姆斯壯在世界时20点17分58秒命名了该地点，约在他和奥尔德林成功登陆18秒后，他呼叫道：
休斯顿，这里是静海基地，“鹰”已降落。
控制中心指令员查尔斯·杜克回答：“明白，静海。我们地面上的人和你们一样紧张，你们让这里的一帮人大惊失色，现在我们终于松了一口气，多谢”。
训练期间，阿姆斯壯和奥尔德林在登陆前后都在地面模拟对话中专门使用了代号“鹰”，他们决定在飞行前使用“静海基地”，在任务前只告诉太空舱指令通信员查尔斯·杜克，所以杜克不会被惊讶。
“静海基地”已成为该地点的永久性名称，虽然这一名字是由阿波罗宇航员命名的，但国际天文联合会已予以正式接受。它在月球地图上被标注为Statio Tranquillitatis，以符合月球地名拉丁名化标准的用法（许多其他宇航员命名的特征也已被国际天文联合会正式承认）。

## 地位

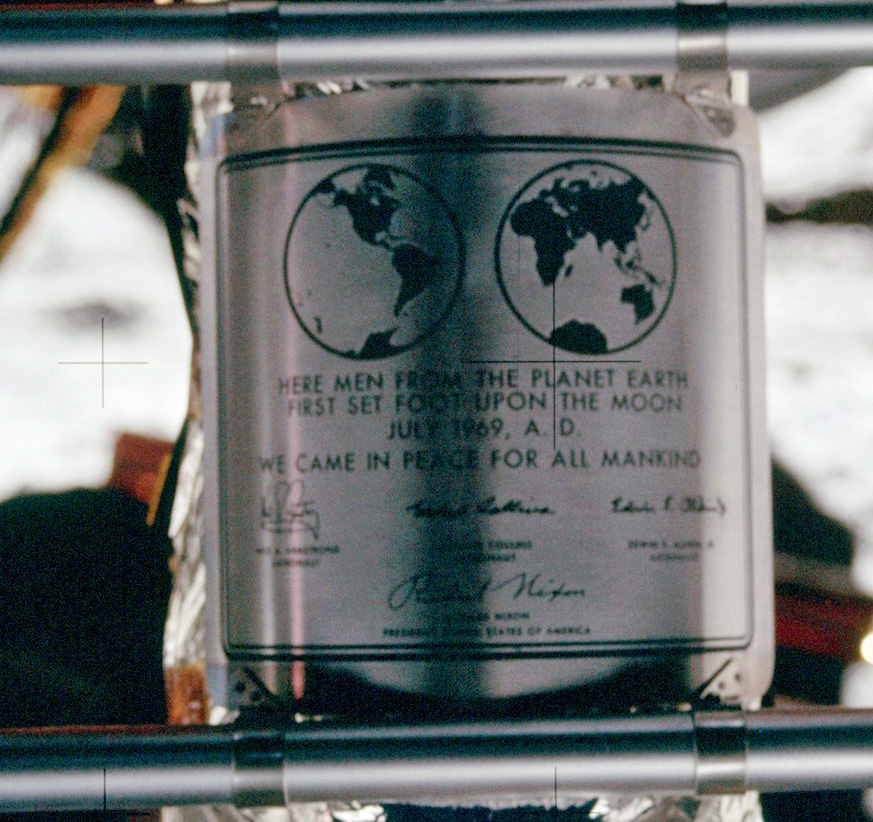
留在静海基地纪念人类首次登月的金属牌（位于登月舱下降段上），阿姆斯壯拍摄。

阿姆斯壯和奥尔德林在静海基地留下了大约100件人造物体和脚印，其中：登月舱下降段仍遗留在原着陆点；据奥尔德林（从后来的月球勘测轨道飞行器照片得到确切的证实），在月球漫步时树起的美国国旗已被上升的火箭气流吹倒，但仍在月表上；一架激光反射器被放置在了那里，以便精确地测量地月间的距离；一台用来测量月震的太阳能地震仪也留在了那里，但21天后就停止了工作；任务返回阶段各种不再需要的装备——包括奥尔德林的靴子——被返回月球轨道时飞船喷出的火焰照亮。
作为人类第一次登陆的外星场所，静海基地无疑具有极高的文化和历史意义。美国加利福尼亚州和新墨西哥州已将其列入他们的遗产登记范围，因为他们的法律只要求列出地与该州有一定关系就可。虽然阿波罗计划任务控制中心位于休斯敦，但德克萨斯州却并没有给予静海基地相同的地位，因为它们的文物保护法规定，所保护对象必须限于本州范围内财产。为避免违反《外层空间条约》有关禁止任何国家声称对任何外星天体拥有主权的规定，美国国家公园管理局拒绝将静海基地视作具有国家历史地标地位的纪念地。它也没被提议列入世界遗产名录，自联合国教科文组织成立以来，美国负责监督此项工作的人员就已在国内阻止了对它的申报。
随着针对私人公司成功建造飞船并抵达月球的谷歌月球 X 大奖的宣布，一项为数100万美元的奖金将奖励给任何成功到访月球历史遗址的参赛者，一支由机器人技术公司（Astrobotic Technology）领导的团队宣布将尝试在静海基地登陆。尽管后来他们取消了这些计划，但随之而来的争论导致一些正式的保护措施在二十一世纪初得到加强，美国宇航局要求任何私人、政府、有人或无人的登月任务都要远离静海基地至少75（246英尺）的距离。

## 其他重要性
1959年9月12日，苏联月球2号探测器升空，两天后在月球静海着陆，第一次实现了人类从一个天体到另一天体的飞行。

## 图集

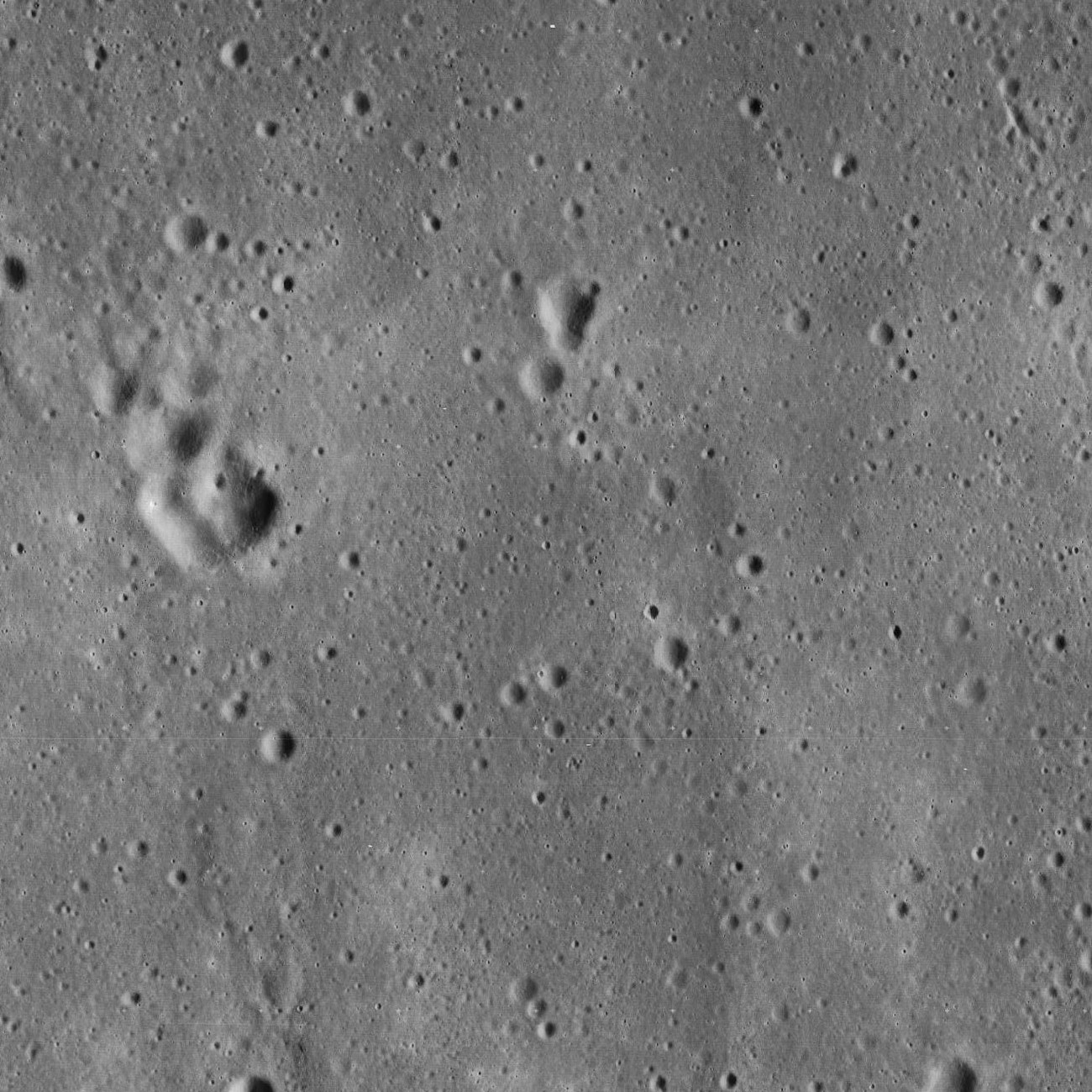
1967年月球轨道器5号拍摄的照片，显示了任务规划的阿波罗11号着陆地。照片中点准确地定位在一座叫“西坑”（直径190米）的小陨坑上，“鹰号”登月舱就降落在它西侧约550米处，照片显示的区域约为25公里×25公里。
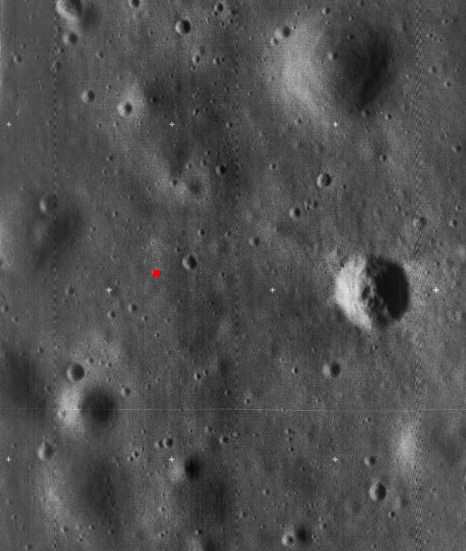
月球轨道器5号的高分辨率照片显示了阿波罗11号的着陆点。着陆点用红点表示，右边突出的陨石坑被称作“西坑”，直径约为190米。
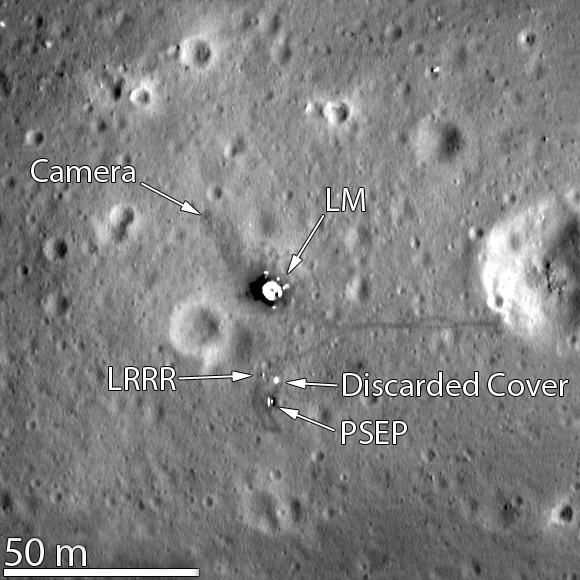
2012年3月7日月球勘测轨道器拍摄的照片，可清楚地看到阿波罗登月舱下降段、激光测距逆向反射器以及早期阿波罗科学实验包。小西坑（右）和双坑（在登月舱左边）也被显示出来。

## 另请参阅
- 太空考古

## 备注
1. ↑   (PDF), National Archives and Records Administration, 1969  [Nov 27, 2015], （原始内容 (PDF)存档于2021-05-01）
2. ↑   (PDF) (新闻稿). NASA: 82–85. July 6, 1969  [2018-08-16]. （原始内容存档 (PDF)于2019-02-07）.
3. ↑  Chaikin, Andrew. . New York: Penguin Group. 2007: 88. ISBN 978-0-14-311235-8.
4. ↑  Jones, Eric M. .   [2018-08-16]. （原始内容存档于2017-12-25）.
5. ↑  Jones, Eric M. .   [2018-08-16]. （原始内容存档于2021-04-18）.
6. ↑  Jones, Eric M. . NASA. 1995  [2009-07-15]. （原始内容存档于2016-12-27）.
7. ↑   Failure is Not an Option. History, 24 August 2003.
8. ↑  Chaikin, Andrew. . New York: Penguin Group. 2007: 637. ISBN 978-0-14-311235-8. Author's note on page 206.
9. ↑  Moskowitz, Clara. . Space.com.   [2015-07-21]. （原始内容存档于2021-05-24）.
10. ↑  Michael Milstein. . Smithsonian magazine.   [22 July 2013]. （原始内容存档于2021-02-28）.
11. 1 2 3  Chang, Kenneth. . The New York Times. January 10, 2012  [January 11, 2012]. （原始内容存档于2021-05-09）.